# 阿尔韦托·耶拉斯·卡马戈
阿尔韦托·耶拉斯·卡马戈（西班牙語：Alberto Lleras Camargo，1906年7月3日—1990年1月4日），哥伦比亚外交家和政治人物，他担任过国会议员(1931年至1935年)、教育部长、内政部长和外交部长，任期内他创办了哥伦比亚土地改革研究所(INCORA)，并打算在全国实施必要程度的土地改革。